# حسيكة برينغلية
حسيكة برينغلية (الاسم العلمي:Bidens pringlei) هي نوع من النباتات تتبع جنس الحسيكة من الفصيلة النجمية.